# دبورا گرانت
دبورا گرانت (انگلیسی: Deborah Grant؛ زادهٔ ۲۲ فوریهٔ ۱۹۴۷) بازیگر اهل بریتانیا است. وی از سال ۱۹۶۷ میلادی تاکنون مشغول فعالیت بوده‌است.
از فیلم‌ها یا مجموعه‌های تلویزیونی که وی در آن‌ها نقش داشته‌است، می‌توان به لندن سقوط کرده‌است، برژراک، تلفات، رسوایی و طبابت در پیک اشاره نمود.